# Guiengola
Guiengola è un sito archeologico mesoamericano, della cultura degli Zapotechi, situato a 14 km a nord di Tehuantepec. 

## Descrizione
Le rovine si trovano tra una collina e un fiume, entrambi chiamati Guiengola. Il nome significa "grande pietra" in un dialetto della lingua zapoteca. Sono state scavate due tombe principali; entrambe possiedono camere frontali che contenevano idoli religiosi, mentre le stanze posizionate dietro servivano come sepoltura per la gente importante. Il sito possiede mura fortificate, case, campi da gioco per la palla, altre tombe e un "palazzo" con resti di terrazze e pozze d'acqua artificiali. Nel nucleo del sito vi sono due piazze, una più in basso dell'altra, e due piramidi, una ad ovest e una ad est.

## Storia
La città venne costruita nel periodo postclassico, dal 1350 al 1521. Si rivelò un importante punto di difesa contro gli Aztechi, che non riuscirono mai a conquistarla. L'ultimo imperatore della zona era Cocijoeza, che la difese con successo contro Ahuitzotl, e che sposò una delle sue figlie per mettere fine alle ostilità. 
La città venne abbandonata dopo l'arrivo degli spagnoli, i quali non la occuparono lasciando le rovine intatte.
Nel gennaio 2025, uno studio della McGill University condotto col LIDAR (Light Detection and Ranging) ha mostrato l'esistenza di una città perfettamente conservata e risalente al XV secolo: 1.100 edifici su un'area di oltre 360 ettari, con mura imponenti, templi, quartieri residenziali e un campo per il gioco della pelota.